# Der Club (Fernsehserie)
Der Club (Originaltitel: Kulüp) ist eine türkische Fernsehserie von Seren Yüce und Zeynep Günay Tan.
Die ersten sechs Episoden der 10-teiligen Dramaserie wurden am 5. November 2021 auf Netflix veröffentlicht. Die anderen vier Folgen sind am 6. Januar 2022 erschienen.

## Handlung
Matilda, eine Sephardim, wird im kosmopolitischen Istanbul der 1930er Jahre wegen Mordes inhaftiert. Ihr in der Haft geborenes Kind, Raşel, muss sie zur Adoption freigeben. Dieses wächst unter Aufsicht eines Anwalts auf, der sich bereits des Mordfalls ihrer Mutter angenommen hatte. Nach einer Amnestie kommt Matilda in den 50er Jahren aus dem Gefängnis frei und versucht sich ihrer Tochter, die eine rebellische Teenagerin ist, anzunähern. Das Leben der beiden wird von Matildas Chef (einem jungen Geschäftsmann namens Orhan), von dem Manager eines Nachtclubs in Beyoğlu, Çelebi Fıstık, sowie von Selim, einem Sänger, der durch Auftritte in jenem Nachtclub berühmt werden möchte, beeinflusst. Die zweite Staffel der Serie endet mit dem Beginn des Pogroms von Istanbul.

## Synchronisation
Die deutsche Synchronisation entstand bei der VSI Synchron GmbH in Berlin, unter der Dialogregie von Sabine Falkenberg und Georg Steine. Die Dialogbücher schrieben Ellen SchefflerGeorg, Steinert und Marianne Groß.
| Rolle                  | Schauspieler       | Deutsche Sprecher |
| ---------------------- | ------------------ | ----------------- |
| Matilda Aseo           | Gökçe Bahadır      | Nurcan Özdemir    |
| „Fıstık“ İsmet Denizer | Barış Arduç        | Raúl Richter      |
| Raşel Aseo             | Asude Kalebek      | Lena Schmidtke    |
| Selim Songür           | Salih Bademci      | Jeremias Koschorz |
| Orhan Şahin            | Metin Akdülger     | Dennis Herrmann   |
| Çelebi                 | Fırat Tanış        | David C. Bunners  |
| Tasula                 | Merve Şeyma Zengin | Ana Purwa         |
| Hacı                   | Sezer Arıçay       | Jonas Lauenstein  |
| Bahtiyar               | Doğanay Ünal       | Björn Bonn        |
| Ali Şeker              | İştar Gökseven     | Stephan Baumecker |
| Davit                  | Murat Garibağaoğlu | Boris Freytag     |
| Mordo                  | İlker Kılıç        | Julian Tennstedt  |
| Mümtaz                 | Enes Atis          | Florian Hoffmann  |
| Mevhibe                | Suzan Kardeş       | Petra Wolf        |
| Şükriye                | Hülya Duyar        | Frauke Poolman    |
| Diana                  | Valeria Lakhina    | Bettina Kenney    |

## Bewertung
Von türkischen Juden wurde die Serie überwiegend positiv aufgenommen. Die Darstellung der jüdischen Rituale sowie die Sprache Ladino und die Thematisierung der Varlık Vergisi wurde von ihnen lobend hervorgehoben.